# Orden de Buena Esperanza
La Orden de Buena Esperanza (en inglés: Order of Good Hope) fue una condecoración de Sudáfrica.
Fue creada en 1973 para ser entregada únicamente a extranjeros, con el fin de mejorar las relaciones internacionales del aislado régimen del Apartheid. Se entregaba en cinco clases: Gran Collar (exclusivo para jefes de Estado), Gran Cruz (para ministros, presidentes de legislaturas, jueces y comandantes), Gran Oficial (para legisladores y oficiales de alto rango), Comandante (para encargados de negocios y coroneles) y Oficial (cónsules y oficiales de bajo rango). A partir de 1980 se entregó también a sudafricanos, pero esto se revirtió en 1988, cuando la orden se reorganizó en: Gran Cruz, Gran Oficial, Comandante, Oficial y Miembro.
Por haber sido establecida por el régimen racista, luego de las primeras elecciones libres, el presidente Nelson Mandela anunció su intención de reformarla. Pero sobrevivió algunos años más, hasta que en 2002 la Orden de Buena Esperanza fue abolida oficialmente (ya se había dejado de entregar desde dos años antes: la última persona en recibirla fue el ministro de relaciones exteriores sueco Bo Heineback).
Desde entonces, la función de condecoración por relaciones exteriores la lleva a cabo la Orden de los Compañeros de O. R. Tambo.